# たまるモール by ふるなび
たまるモールとは、株式会社アイモバイルが運営するふるさと納税サイト「ふるなび」会員が利用することができるポイントサービス。ポイントサイト、お小遣いサイトにも分類される。
たまるモールに掲載されたアフィリエイト広告を利用することでサイト運営者から成功報酬を得られる。

## 概要
利用者は、ふるなびに無料会員登録を行い、インターネット上で取得した成功報酬を管理する。

サービス利用は無料。取得開始日から1年間を過ぎた場合、取得権利が失効される。

## 特徴
- Amazonギフト券1円分から成功報酬を交換できる。
- PayPay残高への交換も2021年8月より可能となった。
- 即日で成功報酬を得ることができる。
- 手数料はかからず、等価交換できる。
- 会員登録無料。
- 貯めた ふるなびコインをAmazonギフト券に交換すれば、「ふるなび」でAmazon Payにて寄附することができる。
- 10,000円分以上貰うことができるサービスが多い。

## 対応媒体
- パソコン
- スマートフォン
- タブレット端末

## 沿革
- 2021年1月 - 「「たまるモール by ふるなび」にて『はじめての利用でもらえる！たまるモール デビューキャンペーン Amazonギフト券 コード500円分プレゼント』」キャンペーン開始[1]。
- 2021年8月 - 「「たまるモール by ふるなび」にて『ふるなびコイン開始記念！たまるモール デビューキャンペーン 500コイン プレゼント』」キャンペーン開始。